# The War of the Jewels
Рат за драгуље (енгл. The War of the Jewels) је једанаести том серијала The History of Middle-earth, који је Кристофер Толкин саставио на основу рукописа свог оца Џ. Р. Р. Толкина. Објављен је 1994. године и представља други од два тома — први је Морготов прстен — који истражују нацрте Силмарилиона из 1951. године (оне написане након завршетка Господара прстенова).

### Натписи
На првим страницама сваког тома Историје Средње земље налази се натпис у феанорским карактерима (Тенгвар, писмо које је Толкин осмислио за Високе Вилењаке), који је написао Кристофер Толкин и који описује садржај књиге. Натпис у Књизи XI гласи: „У овој књизи забележени су последњи списи Џона Роналда Руела Толкина о ратовима у Белеријанду; овде је такође испричана прича о томе како је Хурин Талион донео пропаст људима Бретила, уз још много тога што се тиче Едаина и патуљака и имена бројних народа на језику вилењака.”

## Пријем
Чарлс Ноад, рецензирајући ову књигу у журналу Mallorn, запажа да је Толкин почетком 1950-их започео многа дела, али их је углавном остављао недовршене. Наводи да је „његова стваралачка енергија почела да га напушта управо у тренутку када му је била најпотребнија, ако је Силмарилион икада требало да буде довршен, барем у обиму какав је замишљен”. Ноад додаје да су „Хуринова лутања” прво Толкиново дело написано у нечем другачијем од његовог препознатљивог „узвишеног” стила: написано је у трећем лицу и „није епско”. Он изражава сумњу у вредност тог текста, сматрајући да, пошто није ни еп нити приповест у првом лицу, делује нефокусирано. Насупрот томе, легенду о „Буђењу Квенда (Вилењака)” описује као „фасцинантну”, јер представља једини приказ настанка вилењачке расе какав је Толкин замислио.
Ноад такође коментарише бројне сумње које је Кристофер Толкин изразио у вези са својом редакцијом објављеног Силмарилиона. Истиче да је било очигледно неопходно објавити нешто, и да су, с обзиром на циљ да се објави „једна уређена верзија текста без уредничког апарата”, уредничке одлуке морале бити тешке, а накнадна преиспитивања нимало изненађујућа. Шире гледано, додаје да је серијал Историја Средње земље постигао нешто што једна књига није могла: променио је начин на који читаоци доживљавају Толкиново дело, померивши фокус са Господара прстенова на оно што је у Толкиновој машти увек било у центру — Силмарилион.